# Амнон Вайнштейн
Амнон Вайнштейн (івр. אמנון ויינשטיין; 21 липня 1939, Тель-Авів — 4 березня 2024) — ізраїльський скрипковий майстер. Засновник і промоутер колекції музичних інструментів «Скрипки надії» (англ. Violins of Hope).

## Біографія
Амнон Вайнштейн народився 21 липня 1939 року в Тель-Авіві у період Підмандатної Палестини.
Батько Вайнштейна, Моше (івр. משה), народився 1909 року в Польщі і навчався грі на скрипці в консерваторії у Вільнюсі, Литва, яка на той час була частиною Польщі. Він навчався на скрипкового майстра у Яакова Циммермана у Варшаві. 1938 року Моше емігрував до Британської Палестини і заснував у Тель-Авіві фірму скрипкових майстрів Вайнштейн. Однією з перших його робіт було обслуговувати Палестинський симфонічний оркестр, заснований Броніславом Губерманом. Коли звістка про переслідування євреїв у Німеччині дійшла до Палестини, музиканти, які раніше любили свої німецькі скрипки, або зламали їх, або спалили, а деякі сказали Моше, що викинуть їх, якщо він їх не купить. Так батько Вайнштейна почав колекціонувати скрипки. Коли після війни він дізнався, що всі його родичі, які залишилися у Східній Європі, були вбиті, у нього стався серцевий напад. З того часу Моше Вайнштейн більше ніколи не хотів говорити про свою родину.
Спершу Амнон учився у свого батька, а пізніше навчався ремеслу створення та ремонту скрипок у Кремоні у Гаетано та П'єтро Сгаработто, Джузеппе Орнаті та Фердінандо Гарімберті.
Вайнштейн є одним із засновників музичного центру «Кешет Ейлон».
Амнон одружений із журналісткою Ассаелі Бєльською, дочкою Асаеля Бєльського, одного з антинацистських партизанів Бєльського, увічненого у фільмі «Виклик» (2008).
Помер 4 березня 2024 року.

## «Скрипки надії»
У 1980-х роках Амнон Вайнштейн вперше побачив скрипку часів Голокосту. Якийсь молодий чоловік приніс йому на ремонт ту, що належала його дідові. Коли Вайнштейн відкрив її, він знайшов усередині чорний порошок, який виявився попелом із крематорія табору Аушвіц, де дідусь востаннє грав на інструменті.
З 1996 року Вайнштейн почав систематично збирати струнні інструменти, пов'язані з Голокостом. Тоді в Ізраїлі ніхто не купував німецькі інструменти, тож їх законсервовували. Вайнштейн відновлював ці інструменти та збирав історії. Спочатку обмежувався скрипками емігрантів, але згодом Вайнштейн почав зосереджуватися на інструментах, які певним чином мали стосунок до Голокосту. Станом на 2018 рік його колекція налічувала понад 60 інструментів.
Наприкінці 2000-х Вайнштейн почав використовувати інструменти з колекції, щоб ініційовувати концерти та поєднувати концерти з освітніми заходами про Голокост.
1985 року був перший концерт у Стамбулі, у синагозі, із чотирма скрипками. 2007 року — у Парижі. У 2008 році великий концерт до 60-ти річчя Ізраїльської Держави у Єрусалимі. Під диригуванням Омера Велбера Стамбульська філармонія та оркестр «Симфонетт Раанана» акомпанували ізраїльському віртуозу Шломо Мінцу, а також ізраїльському музиканту Яїру Далалу та турецькому виконавцю Чихату Аскіну, які грали на шістнадцяти скрипках, що пережили Голокост.
У 2010 — Сьйон, Швейцарія, 2011 — Мадрид, Маастрихт, Нідерланди.
2012 року Вайнштейн і скрипки з його колекції вперше подорожували у США. Виставку та концерти організував Університет Північної Кароліни в Шарлотті, штат Північна Кароліна.
У травні 2013 року на скрипках з колекції грав філармонічний оркестр Монте-Карло у Грімальді-Форум в Монако. 2014 року — концерти та виставки в Римі та у Віллі Музіка в Нойвіді, Німеччина.
2015 року, з нагоди святкування 70-ї річниці визволення Аушвіца, виставка та концерт із Берлінським філармонічним оркестром під керівництвом сера Саймона Реттла в Берлінській філармонії. Також концерт у Клівленді, Огайо.
У 2016 і 2017 роках Вайнштейн організував концерти та виставки в Монтереї, Мексиці; Х'юстоні, Техас; Джексонвіллі; Сарасоті, Флорида; Бібліотеці Конгресу у Вашингтоні і в Бухаресті, Румунія.
У 2018 року «Скрипки надії» виступили у Цинциннаті, Огайо; з Нешвільським симфонічним оркестром у Нешвіллі, штат Теннессі. Виставки та концерти продовжилися і далі: Німеччина, США, Польща тощо.
Амнон Вайнштейн управляє колекцією музичних інструментів «Скрипки надії» (Violins of Hope) разом зі своїм сином Авшаломом Вайнштейном (івр. אבשלום), який працює скрипковим майстром у Стамбулі.

## Членство та нагороди
1982 року Вайнштейн отримав золоту медаль і сертифікат відмінності за звучання скрипки в Солт-Лейк-Сіті від Скрипкового товариства Америки (The Violin Society Of America).
Вайнштейн був суддею на конкурсі скрипалів у Солт-Лейк-Сіті в 1998 році.
У 2014 році Ізраїльська поштова компанія випустила нову марку на честь «Скрипок надії». На марці під назвою «Скрипки, які пережили Голокост» зображена скрипка, прикрашена зіркою Давида, загальним символом «Скрипок Надії». На задньому плані — ескіз огорожі з колючого дроту в Аушвіці.
Вайнштейн отримав медаль ордена «За заслуги перед Федеративною Республікою Німеччина», підписану президентом і вручену йому міністром закордонних справ Франком-Вальтером Штайнмаєром на церемонії, що відбулася в Єврейському музеї в Берліні 14 грудня 2016 року. 2016 року він також отримав медаль Ернста-Крамера за проект «Скрипки надії» від Ізраїльсько-німецької асоціації (Deutsch-Israelische Gesellschaft e. В.).
Вайнштейн є членом Міжнародної асоціації майстрів скрипки та смичка (Entente International des Maitre Luthiers et Archetiers d'Art), Асоціації майстрів скрипки та смичка Франції (Groupement des Luthiers et Archetiers d'Art de France).

## Виноски
1. ↑  Freeman Whalen, Meg, «Violins of Hope: Demonstrate the Power of Memory and Art», The Jewish Magazine, November 2011; retrieved 2018-03-13
2. ↑  Eren Frucht, Leora, «Israeli Life: Breaking the Silence», Hadassah Magazine, March 2008; retrieved 2018-03-13
3. ↑  Morgan, Dan, «Forgotten strings recall Holocaust horror» [Архівовано 2023-07-08 у Wayback Machine.], Edition CNN, January 27, 2011; retrieved 2018-03-13
4. ↑  שליט, דוד (25 липня 2001). 40 כינורות ששווה להסתכל. Globes. Процитовано 8 липня 2023.
5. ↑  https://slippedisc.com/2024/03/violins-of-hope-restorer-dies/
6. ↑  Eren Frucht, Leora, «Israeli Life: Breaking the Silence», Hadassah Magazine, March 2008; retrieved: 2018-03-13
7. ↑  Brown, Kellie D. (2020). The sound of hope: Music as solace, resistance and salvation during the holocaust and world war II. McFarland. с. 292—293. ISBN 978-1-4766-7056-0.
8. ↑  Rothert, Frank, «Geigen mit Geschichte», Jüdische Allgemeine, April 29, 2009; retrieved: 2018-03-13
9. 1 2  i24NEWS (27 травня 2022). Israel's Holocaust violin restorer honored for his service. I24news (англ.). Процитовано 8 липня 2023.
10. ↑  ‏"כינורות של תקווה"- הכינורות מהשואה חוזרים לנגן‏‎. web.archive.org. 19 вересня 2009. Архів оригіналу за 19 вересня 2009. Процитовано 8 липня 2023.
11. ↑  Jerusalem concert features violins saved from Nazis. Reuters (англ.). 24 вересня 2008. Процитовано 8 липня 2023.
12. ↑  DW Culture, «After Decades of Silence, Holocaust Violins Sound in Jerusalem» [Архівовано 2023-07-08 у Wayback Machine.], Deutsche Welle, September 25, 2008; retrieved: 2018-03-13
13. ↑  Violinist.com, «The Violins of Hope: World Premiere in Sion, Switzerland», Violinist.com, September 3, 2010; retrieved: 2018-03-13
14. ↑  Actualidadevangelica, «Violins de la Memoria y de la esperanza, para recordar el Holocausto», Actualidadevangelica.es, February 2, 2011; retrieved: 2018-03-13
15. ↑  «Amati Tefaf concert» [Архівовано 2020-11-30 у Wayback Machine.], amati-ensemble.nl, 24.03.2011
16. ↑  Brown, Steven, «Violins of Hope tell their stories in sound», The Charlotte Observer, April 10, 2012; retrieved: 2018-03-13
17. ↑  Grimaldiforum Monaco, «THE VIOLINS OF HOPE»[недоступне посилання], Grimaldiforum Monaco, May 5, 2013; retrieved: 2018-03-13
18. ↑  VivaToscanini, «Violins of Hope. Auditorium of Rome tools 'survivors Holocaust»[недоступне посилання], Viva Toscanini, January 14, 2014; retrieved: 2018-03-13
19. ↑  „Musik in der Synagoge“ mit Stargeiger aus Israel. BLICK aktuell (нім.). Процитовано 8 липня 2023.
20. ↑  Hudson, Alexandra, «Holocaust victims 'Violins of Hope' to resound in Berlin Philharmonic», Reuters, January 27, 2015; retrieved: 2018-05-16
21. ↑  Zaleski, Anne «Violins of Hope: See Fully-Restored Holocaust-Era Violins on Display and in Concert only in Cleveland» [Архівовано 2018-09-11 у Wayback Machine.], Thisiscleveland.com, 25.09.2015
22. ↑  Enlace Judio, «Los 'Violones de la Esperanza' tocarán para México, en el Festival Lejaim», enlacejudio.com, December 9, 2015; retrieved: 2018-03-13
23. ↑  Hodge, Shelby, «Extraordinary violins and Ted Koppel enrich Holocaust Museum Houston's $1.2 million dinner», culturemap Houston, October 6, 2016; retrieved: 2018-03-13
24. ↑  Jacksonville Symphony, «Violins of Hope»[недоступне посилання], Jacksonville Symphony; retrieved: 2018-03-13
25. ↑  Library of Congress, «Israeli Violinmaker Amnon Weinstein to speak on „The Violins of Hope“ March 23», Library of Congress, March 13, 2017; retrieved: 2018-03-13
26. ↑  Teegue, Cass, «Nashville Brings Violins of Hope to the Middle Tennessee Community», Pride Publishing Group, March 8, 2018; retrieved: 2018-05-16
27. ↑  Rögner, Katharina «Geigen gegen das Vergessen», Jüdische Allgemeine, 7.11.2018
28. ↑  Elling, Elisabeth «Geigen von Holocaust-Opfern im Konzerthaus Dortmund: Violins of Hope» [Архівовано 2021-01-28 у Wayback Machine.], Wa.de, 12.11.2018
29. ↑  McRary, Amy «Violins of Hope exhibit: When a musical instrument is more than its sound», knox news, 09.01.2019
30. ↑  Blomquist, Mala «The Valley's connection to the Violins of Hope», Arizona Jewish Life, 31.01.2019
31. ↑  Violins of Hope VA. Violins of Hope VA. 2021. Архів оригіналу за 27 червня 2022. Процитовано 8 листопада 2021.
32. ↑  Violins of Hope PA - Events. Violins of Hope PA. 2021. Архів оригіналу за 3 листопада 2021. Процитовано 8 листопада 2021.
33. ↑  Violins of Hope Maine. Portland Symphony Orchestra. 2021. Процитовано 3 серпня 2022.{{cite web}}:  Обслуговування CS1: Сторінки з параметром url-status, але без параметра archive-url (посилання)
34. ↑  Violins of Hope coming to New Orleans – Southern Jewish Life Magazine (амер.). Процитовано 15 травня 2023.
35. ↑  Davis, Barry «Auschwitz Exhibit shows how Prisoners used Faith to Survive», The Jerusalem Post, 04.07.2019
36. 1 2  The Violin Society of America - Previous Conventions & Competitions. www.vsaweb.org. Архів оригіналу за 8 липня 2023. Процитовано 8 липня 2023. [Архівовано 2023-07-08 у Wayback Machine.]
37. ↑  Siegel-Itzkovich, Judy, «Israeli violin stamp recalls 'tortured' Jewish violins and their owner from Holocaust era», The Jerusalem Post, April 16, 2014; retrieved: 2018-03-13
38. ↑  Federal Foreign Office, «Violins of Hope: Order of Merit of the Federal Republic of Germany presented to Amnon Weinstein», Auswaertiges-Amt.de, December 15, 2016; retrieved: 2018-03-13
39. ↑  Hessische Staatskanzlei, «Festakt 50 Jahre Deutsch-Israelische Gesellschaft (DIG) mit Verleihung der Ernst-Cramer-Medaille on Amnon Weinstein»[недоступне посилання], Staatskanzlei.hessen.de, October 30, 2016; retrieved: 2018-03-13
40. ↑  Ernst-Cramer-Medaille. Deutsch-Israelische Gesellschaft e.V. (de-DE) . Процитовано 8 липня 2023.
41. ↑  My Profile | International Association of Violin and Bow Makers | EILA (амер.). 19 вересня 2019. Процитовано 8 липня 2023.
42. ↑  Glaaf - WEINSTEIN Amnon (fr-FR) . Процитовано 8 липня 2023.

## Читати далі
- Grymes, James A. Violins of Hope: Violins of the Holocaust: Instruments of Hope and Liberation in Mankind's Darkest Hours. Harper Perennial, New York, ISBN 9780062246837 (англ.)
- Levin, Daniel Violins and Hope: From the Holocaust to Symphony Hall. George F. Thompson Publishing, Staunton VA, ISBN 9781938086861 (англ.)